# Rosa glomerata
Rosa glomerata — вид рослин з родини трояндових (Rosaceae); ендемік Китаю.

## Опис
Кущ нещільний або витка рослина до 9 м заввишки. Гілки повзучі, циліндричні, довгі, голі; гілочки іноді запушені; колючки розсіяні, вигнуті, до 4 мм, плоскі, поступово звужуються до широкої основи. Листки включно з ніжками 10–15 см; прилистки здебільшого прилягають до ніжки, вільні частини яйцеподібні, край цілий, залозисто запушений, верхівка загострена; листочків 5–7, рідко 3 або 9, довгасті або довгасто-яйцеподібні, 4–10 × 1.8–4.5 см; низ густо сіро-біло-запушений, верх голий; основа округла, рідко субсерцеподібна, злегка коса; край дрібнозубчастий, або майже цілий; верхівка загострена або коротко загострена. Квітки численні, у діаметрі 1.5–2 см, у щитку 4–10 см у діаметрі. Чашолистків 5, яйцювато-ланцетні. Пелюстків 5, білі або рожеві, запашні, широко-обернено-яйцеподібні. Плоди оранжево-червоні, майже кулясті або яйцюваті, 8–10 мм у діаметрі, мало-запушені й залозисто-запушені в молодому віці, блискучі.
Період цвітіння: липень. Період плодоношення: серпень — жовтень.

## Поширення
Ендемік південно-центрального Китаю: Гуйчжоу, Хубей, Сичуань, Юньнань.
Населяє узлісся, зарості, чагарники, схили; висоти 1300–3000 м.